# Вангажи
Вангажи (произношение) (на латвийски: Vangaži) е град в централна Латвия, намиращ се в историческата област Видземе. Градът се намира на около 30 km от столицата Рига.

## История
Вангажи за първи път е споменат с немското си име Вангаш през 17 век като наименование на местно имение. Самото име на града е комбинация между ливонските думи vang (поле) и aži (място). През 17 век около името са построени лутеранска църква, мануфактури за производство на хартия, стъкло и мед.
Съвременният град Вангажи се появява през 1950-те когато в района е построена циментена фабрика. През 1957 официално е създадено селцето Октобра Циематс, което през 1961 е преименувано на Вангажи. През 1991 Вангажи получава статут на град.

## Личности
- Викторс Морозс (р.1980), латвийски футболист-национал